# Kayamandi
Kayamandi è un sobborgo della città di Stellenbosch in Sudafrica.

## Geografia fisica
Il centro sorge a nord del centro cittadino, a ovest della R304.

## Storia
Il sobborgo venne sviluppato nei primi anni 50 come township della città di Stellenbosch nell'ambito delle politiche segregazioniste dell'apartheid. Originariamente esso doveva ospitare solamente lavoratori neri provenienti da altre parti del Sudafrica.